# Macbeth (personaje)
Lord Macbeth es el personaje que da título y protagoniza la obra de teatro Macbeth de William Shakespeare (c. 1603-07). El personaje se basa en el histórico rey Macbeth de Escocia, y la obra deriva en gran parte del relato que aparece en las Crónicas de Holinshed (1587), una historia de Gran Bretaña. 
Macbeth es un noble escocés, valeroso militar. Haciendo caso de una profecía y ante la insistencia de su esposa, Lady Macbeth, comete regicidio y se convierte en rey de Escocia. Esta situación hace que Macbeth viva con ansiedad y miedo, y sea incapaz de confiar en sus nobles. Instaura un reinado de terror hasta ser derrotado por Lord Macduff, antiguo aliado suyo. El trono vuelve entonces a Malcolm, hijo del asesinado rey Duncan y legítimo heredero.

## Argumento de la obra
La versión que escribió Shakespeare sobre Macbeth se basa en Macbeth de Escocia, tal como aparece en los relatos sobre los reyes Duff y Duncan en las Crónicas de Holinshed (1587).
La tragedia comienza durante una sangrienta guerra civil, cuando un soldado herido nos presenta a Lord Macbeth, exaltando su destreza y valor en el campo de batalla. Macbeth y su teniente, Banquo, se reúnen con las tres brujas, quienes profetizan que Macbeth será thane de Cawdor y poco después rey, y que Banquo producirá una línea de reyes, aunque él mismo nunca reinará. Tras vencer en la batalla, gracias en buena parte a Macbeth y su lugarteniente Banquo, el rey Duncan honra a sus generales con grandes elogios y recompensa Macbeth con el título de thane de Cawdor (barón de Cawdor). 
Después de la primera reunión con las brujas, se hace evidente que Macbeth ya ha comenzado a pensar en asesinar a Duncan y tomar su lugar. (En la Edad Media y en la época isabelina, la intención de asesinar a un miembro de la realeza era castigada con pena de muerte). También, en un aparte al final del Acto I, Escena III afirma: «Si el azar quiere que sea rey, el azar podría coronarme sin que yo se lo pida». Macbeth desarrolla una fijación con la profecía, e ignora el consejo de Banquo: «A menudo, para atraernos a nuestra perdición, los agentes de las tinieblas nos dicen verdades, y nos ganan con simples pequeñeces para arrastrarnos a los peores resultados». 
Cuando vuelve a casa, Lady Macbeth intenta convencerlo de que mate a Duncan. Macbeth se niega al principio, pero cambia de opinión cuando su esposa lo tacha de cobarde. Rindiéndose a su ambición, asesina al rey mientras duerme y acusa con falsas pruebas a dos guardias, a los que también asesina. Macbeth escucha una voz que dice «¡No durmáis más! Macbeth asesina el sueño, el sueño inocente». Se da cuenta de que solo los inocentes duermen y que el sueño es «el bálsamo de las mentes heridas». Los hijos del rey, 
Malcolm y Donaldbain, temen ser acusados de la muerte de su padre y huyen del país. Después de esto, Macbeth es coronado rey.
Macbeth se convierte en un tirano, reprimiendo brutalmente cualquier amenaza real o imaginaria a su poder. Está convencido de que no puede redimirse («Estoy tan inmerso en este vado de sangre, que si no pudiera avanzar más, regresar sería tan tedioso como seguir adelante»). Macbeth decide contratar a dos asesinos para que maten a Banquo y a su hijo Fleance, pero este último sobrevive y logra escapar. Macbeth recurre al consejo de las brujas, que le dicen que no será vencido «hasta que el bosque de Birnam se traslade a Dunsinane» y que «ningún hombre nacido de mujer» podrá hacerle daño. Con estas palabras, Macbeth se cree invencible, pero aun así decide deshacerse de Lord Macduff, y envía asesinos a acabar con toda su familia. Macduff se salva, pero su esposa, su hijo y todos los miembros de su casa son brutalmente asesinados. Macduff jura venganza y une sus fuerzas a las de Malcolm para derrocar a Macbeth. 
En el Acto V, la culpa consume a Lady Macbeth, que se suicida. Ahora completamente solo, Macbeth se lamenta de que la vida es «un cuento relatado por un idiota, lleno de ruido y furia, que no significa nada». Al final de la obra, Macbeth se entera de que la segunda profecía de las brujas tiene significados ocultos: los ejércitos de Malcolm llevan escudos hechos de madera de Birnam cuando atacan la fortaleza de Macbeth en Dunsinane, y Macduff revela que lo sacaron del seno de su madre muerta, lo que técnicamente lo convierte en un hombre que no ha «nacido de mujer». Vencido, pero aún desafiante, Macbeth declara: «¡En guardia, Macduff, y que la maldición caiga sobre quien diga 'basta'!». En el duelo que sigue, Macduff mata a Macbeth y luego lo decapita.

## Otras versiones
En la serie de cómics Kill Shakespeare, Macbeth es un personaje secundario. En la historia, está inmerso en una lucha de poder con Ricardo III, pero no sabe que lady Macbeth conspira con Richard a sus espaldas. Al final, lady Macbeth mata a su esposo para hacerse con el control de sus ejércitos y así ayudar a Richard en sus planes de asesinar a William Shakespeare. 
En la película Men of Respect, de 1990, el personaje de Macbeth se traslada de Escocia a las calles de Nueva York. Con el nombre de Mike Battaglia, es un miembro de bajo rango de una banda de delincuentes dirigida por un personaje que recuerda a Duncan. Battaglia planea dar un golpe de timón. 

## Actores que han encarnado a Macbeth
Son muchos los actores que han representado a Macbeth, entre ellos Sean Connery, sir Laurence Olivier, Alan Cumming, Sam Worthington, Orson Welles, Ian McKellen, Toshiro Mifune, Nicol Williamson, Jon Finch, Daniel Day-Lewis, James McAvoy, Jeremy Brett, Patrick Stewart, Ethan Hawke, Michael Fassbender y Kenneth Branagh.